# Thismia gardneriana
Thismia gardneriana är en enhjärtbladig växtart som beskrevs av Joseph Dalton Hooker och George Henry Kendrick Thwaites. Thismia gardneriana ingår i släktet Thismia och familjen Burmanniaceae. Inga underarter finns listade i Catalogue of Life.